# Họ Ruồi ăn sâu
Họ Ruồi ăn sâu (danh pháp khoa học: Asilidae) là một họ ruồi bao gồm khoảng 7.100 loài đã được miêu tả trên khắp thế giới.

## Hình ảnh

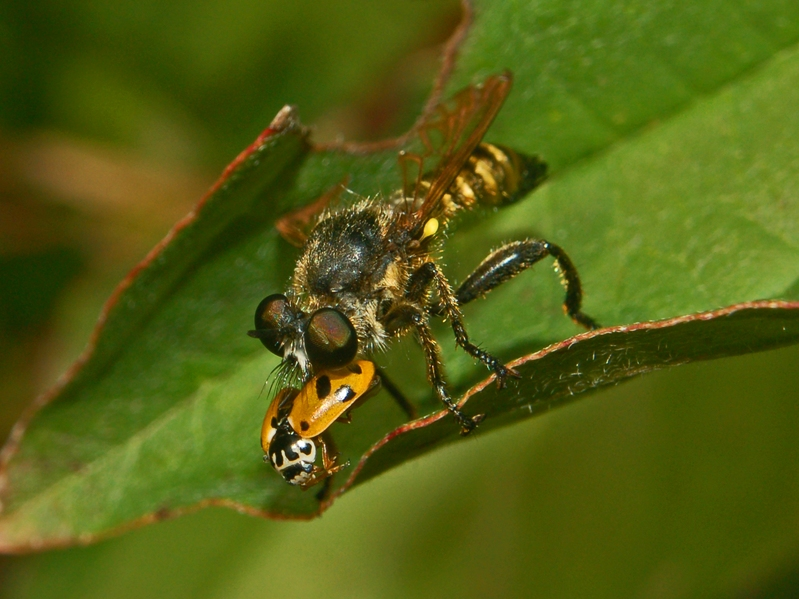
Laphria sp.
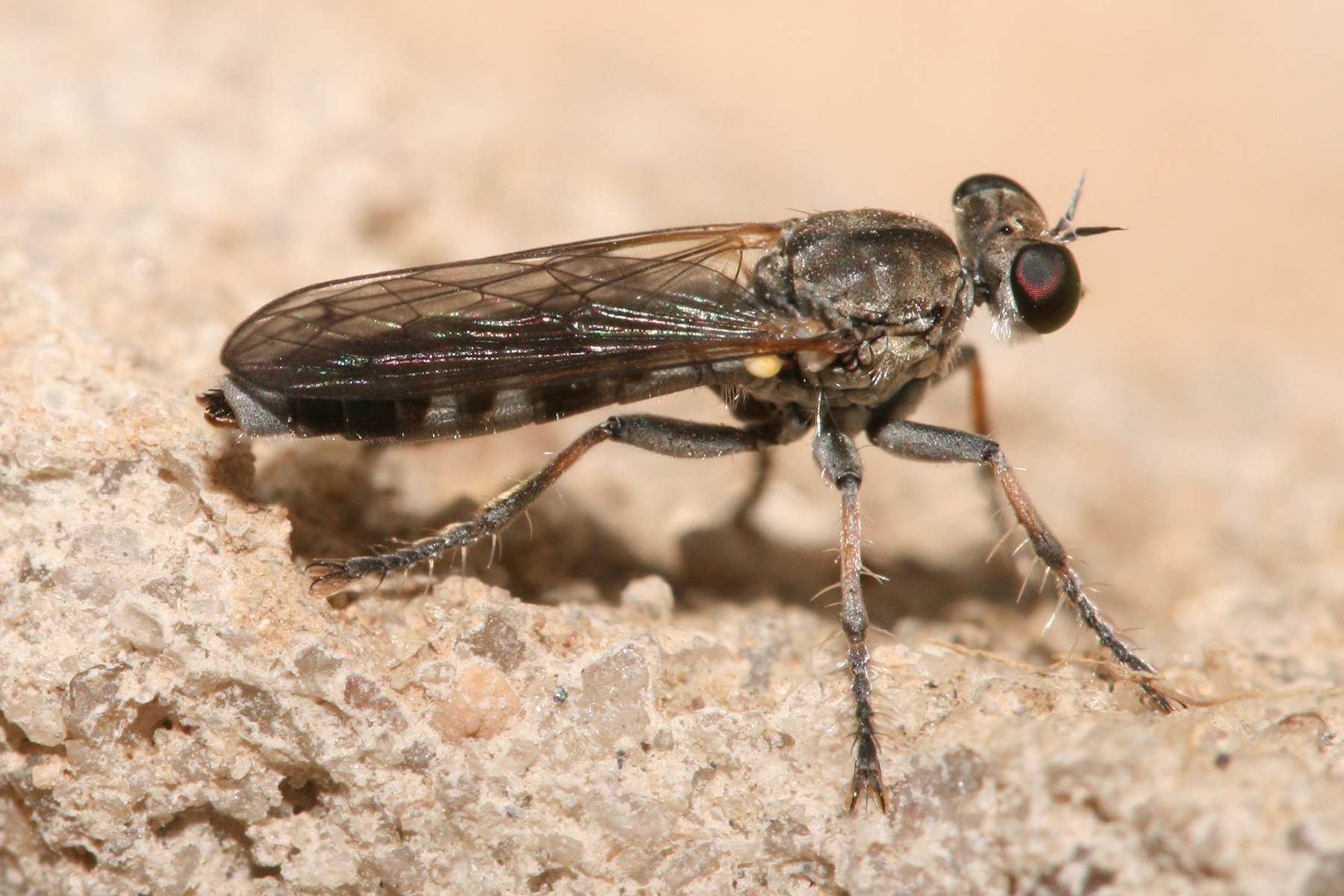
Stichopogon sp
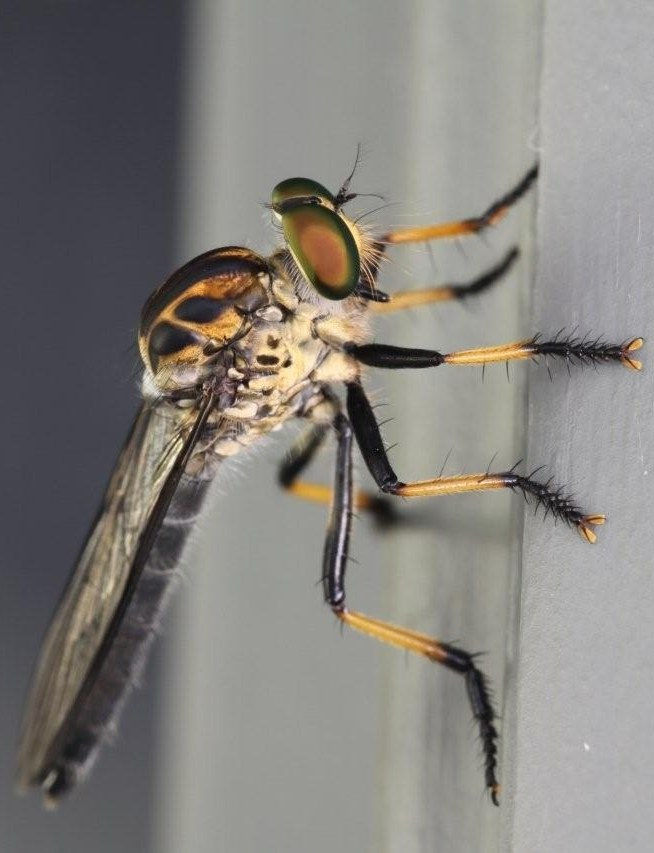
Con cái
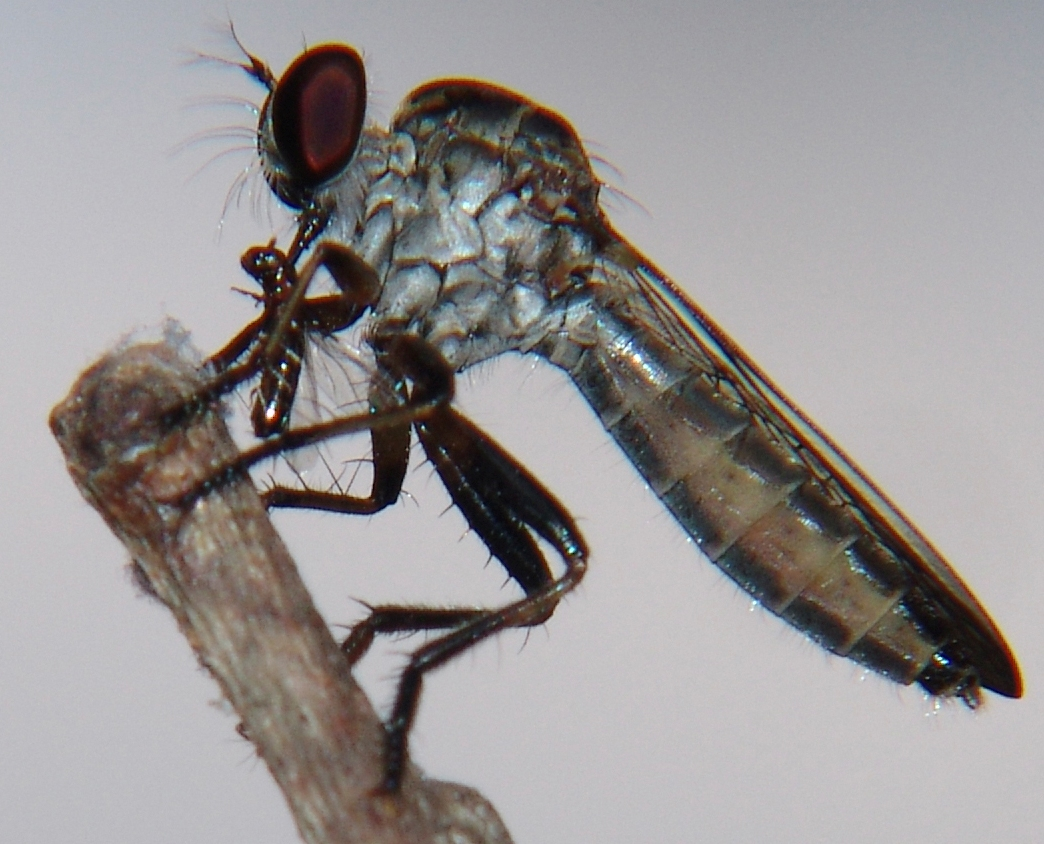
Con đực
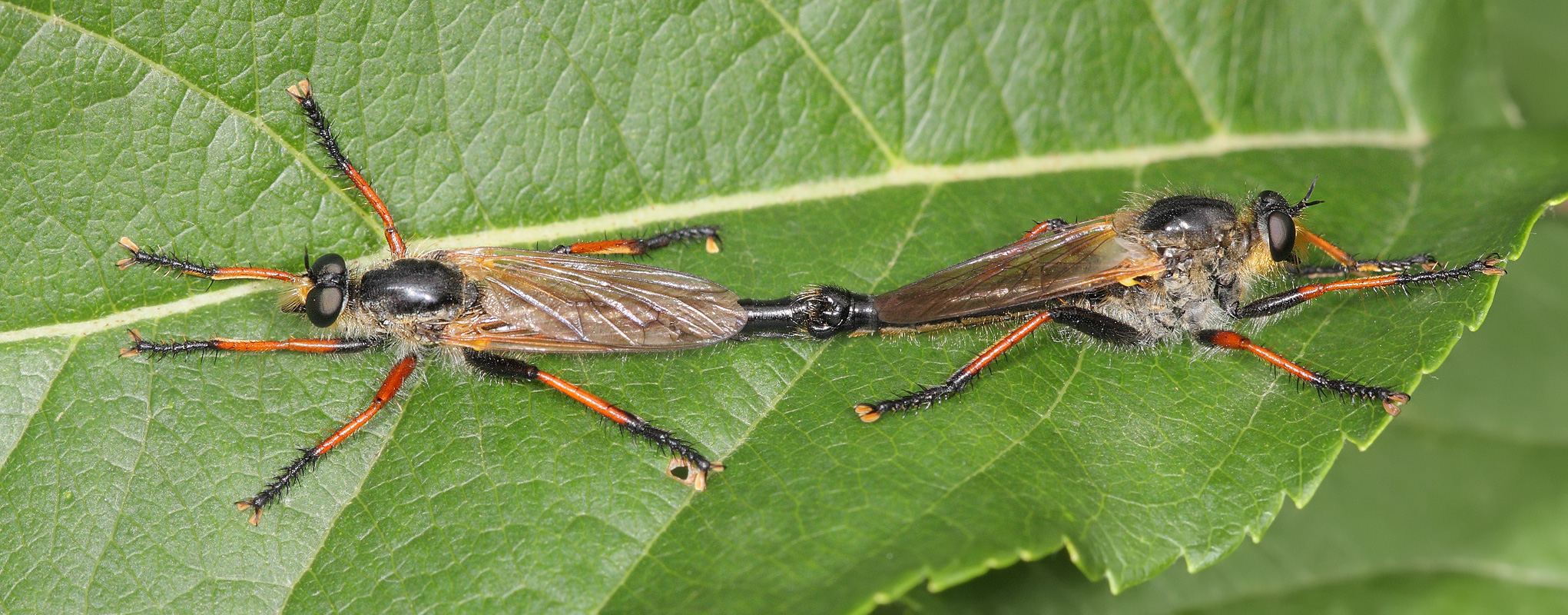
Giao phối
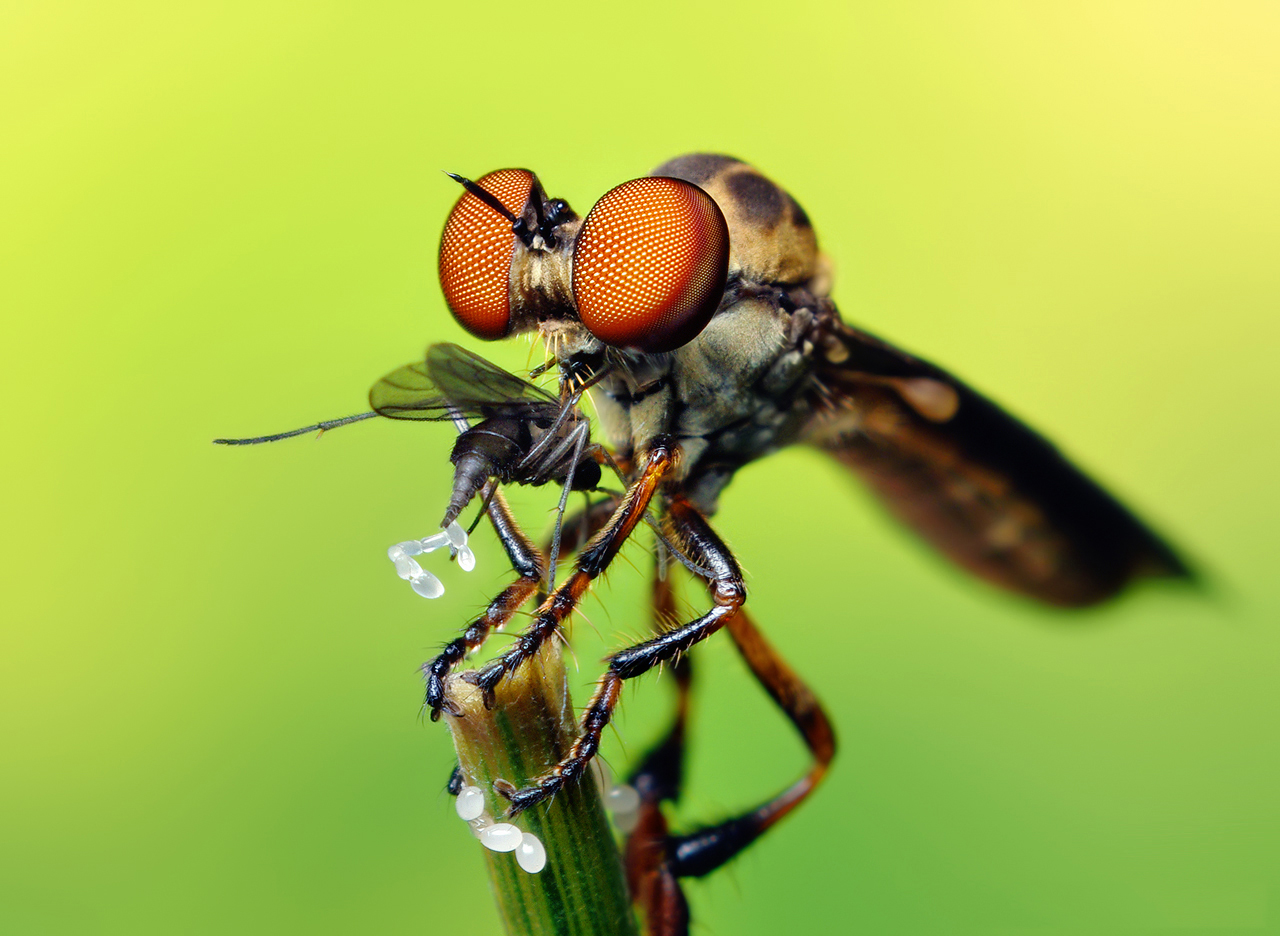
Holcocephala fusca
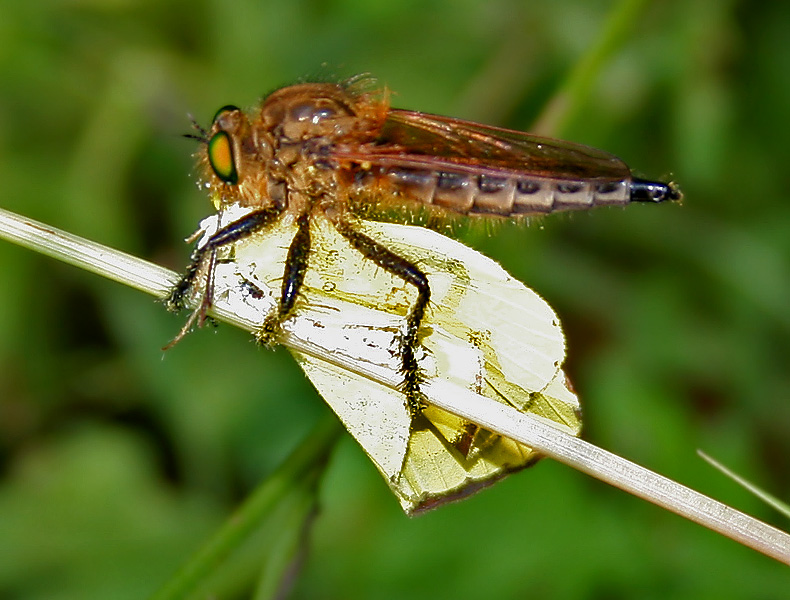
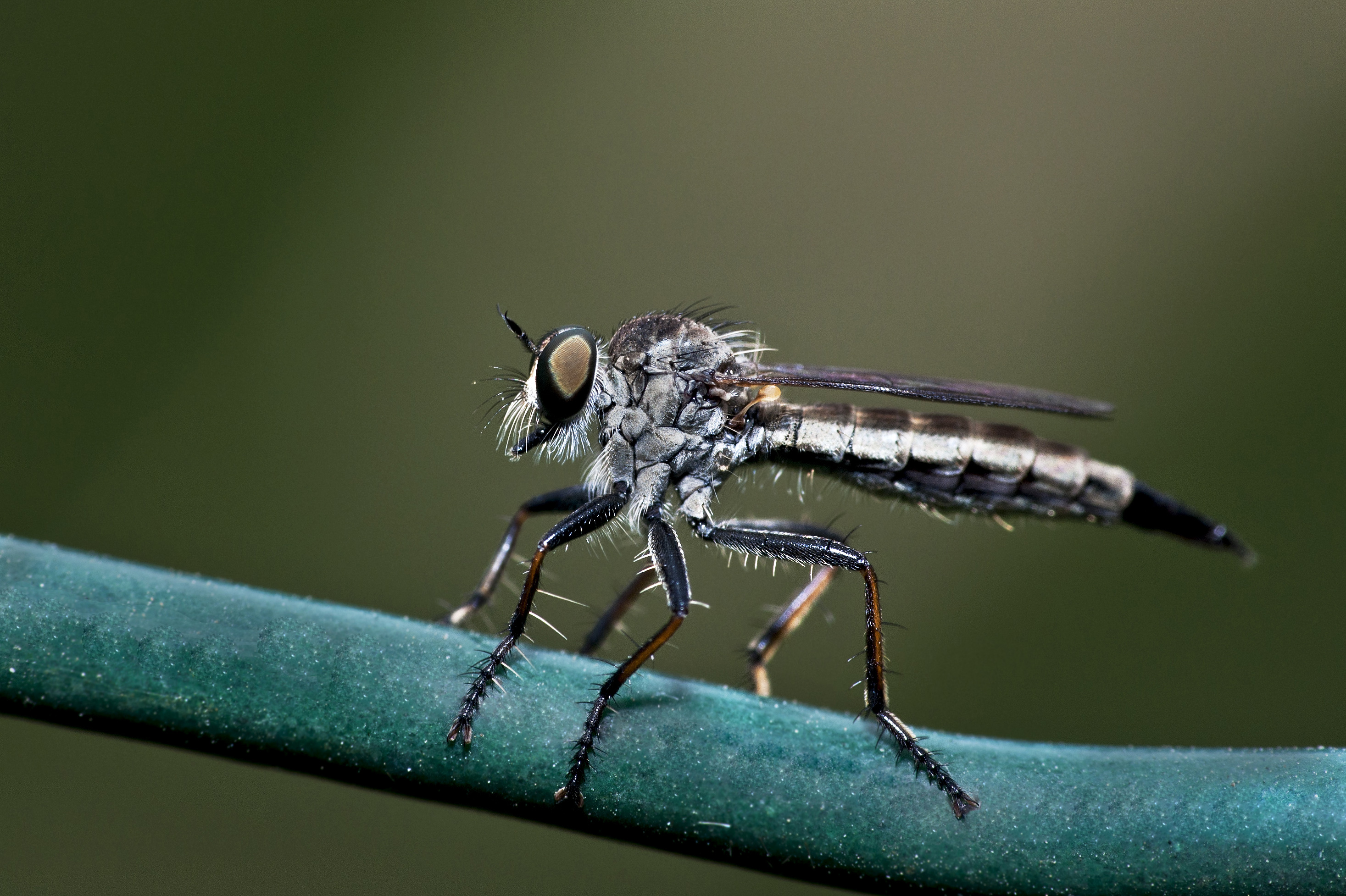
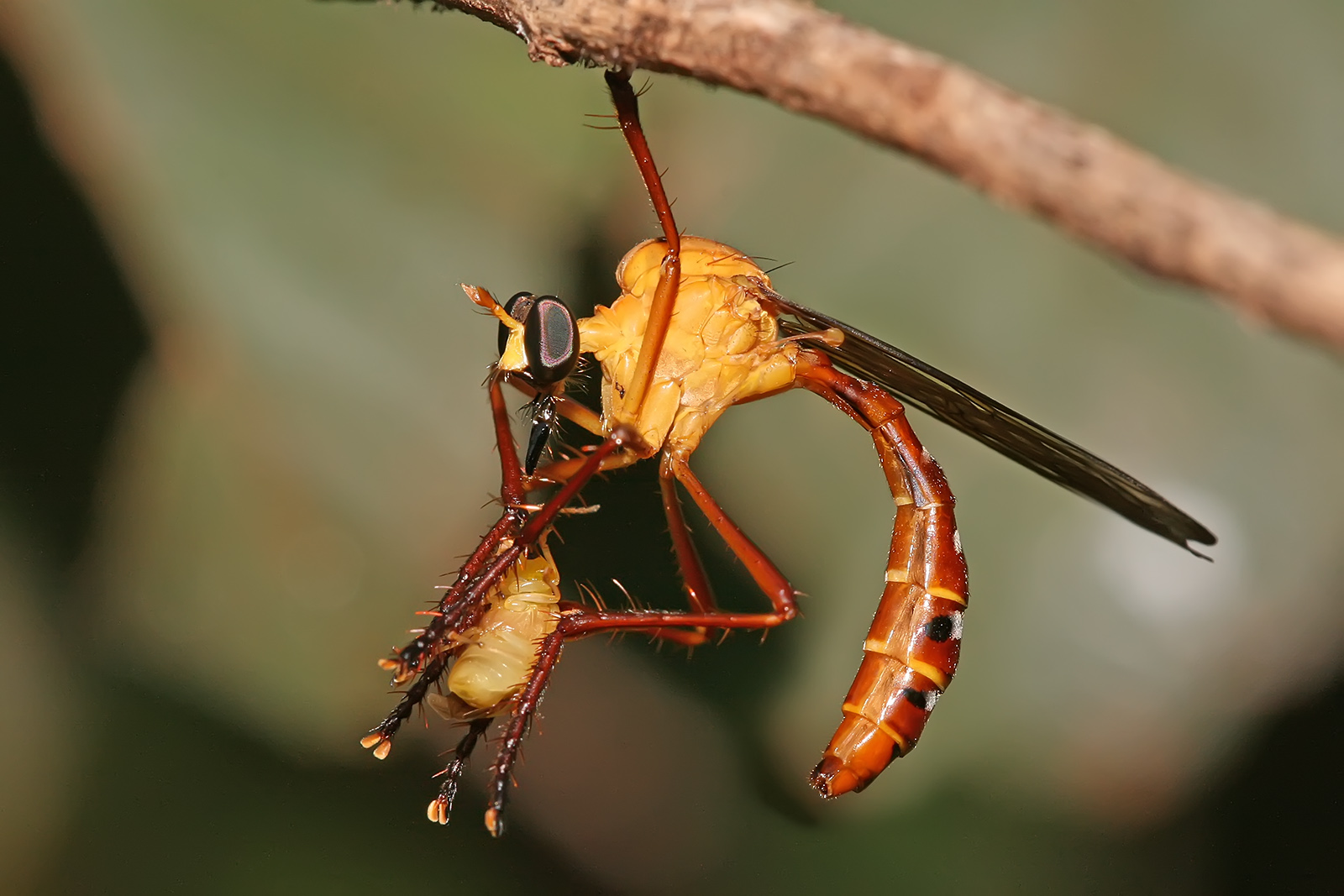
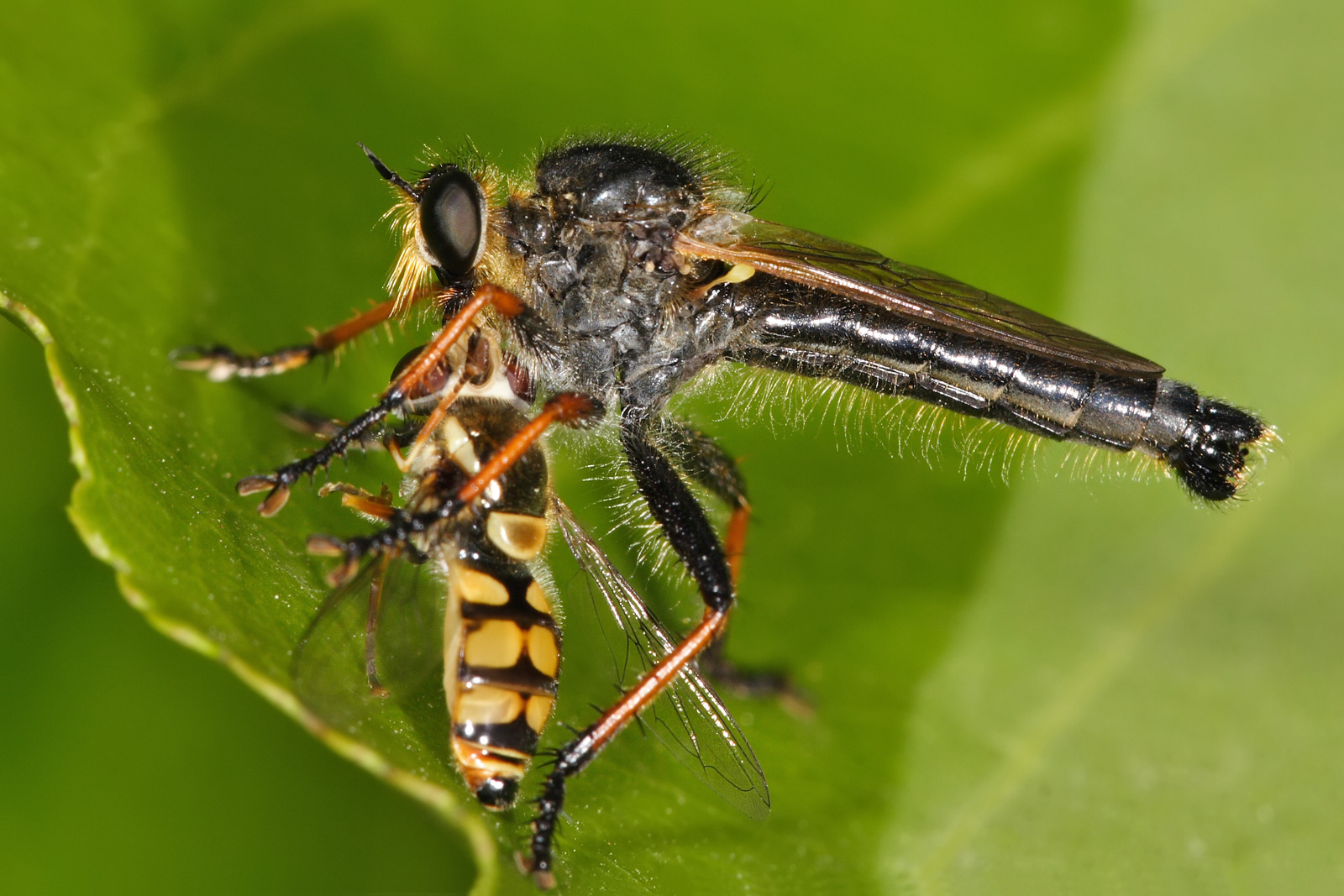